# Campeonato de Verano 2008 (Costa Rica)
El Campeonato de Verano 2008 fue la edición 90° del torneo de liga de la Primera División del fútbol costarricense, que culminó la segunda parte de la temporada 2007-08.
El equipo Deportivo Saprissa se proclamó campeón de la temporada, logró su título número «27» y consiguió su segundo tetracampeonato en la historia, tras treinta y dos años de haber logrado el primero.

## Sistema de competición
El torneo de la Primera División está conformado en dos partes:
- Fase de clasificación: Se integra por las 16 jornadas del torneo.
- Fase final: Se integra por los cuartos de final, semifinales y final.

### Fase de clasificación
En la fase de clasificación se observará el sistema de puntos. La ubicación en la tabla general está sujeta a lo siguiente:
- Por juego ganado se obtendrán tres puntos.
- Por juego empatado se obtendrá un punto.
- Por juego perdido no se otorgan puntos.

En esta fase participan los 12 clubes de la Primera División jugando en dos grupos A y B durante las 16 jornadas respectivas.
El orden de los clubes al final de la fase de calificación del torneo corresponderá a la suma de los puntos obtenidos por cada uno de ellos y se presentará en forma descendente. Si al finalizar las 16 jornadas del torneo, dos o más clubes estuviesen empatados en puntos, su posición en la tabla general será determinada atendiendo a los siguientes criterios de desempate:
1. Mayor diferencia positiva general de goles. Este resultado se obtiene mediante la sumatoria de los goles anotados a todos los rivales, en cada campeonato menos los goles recibidos de estos.
2. Mayor cantidad de goles a favor, anotados a todos los rivales dentro de la misma competencia.
3. Mejor puntuación particular que hayan conseguido en las confrontaciones particulares entre ellos mismos.
4. Mayor diferencia positiva particular de goles, la cual se obtiene sumando los goles de los equipos empatados y restándole los goles recibidos.
5. Mayor cantidad de goles a favor que hayan conseguido en las confrontaciones entre ellos mismos.
6. Como última alternativa, la UNAFUT realizaría un sorteo para el desempate.

### Fase final
Los seis clubes calificados para esta fase del torneo serán reubicados de acuerdo con el lugar que ocupen en la tabla general al término de la jornada 16, con el puesto del número uno al club mejor clasificado, y así hasta el tercero por cada grupo. Los partidos a esta fase se desarrollan a visita recíproca, en las siguientes etapas:
- Cuartos de final
- Semifinales
- Final

Los líderes de sus respectivos grupos esperarían su rival de la serie de cuartos de final, disputando las semifinales y posteriormente la final por el título.

## Información de los equipos
| Equipo                    | Entrenador           | Ciudad                  | Estadio           | Capacidad | Fundación       |
| ------------------------- | -------------------- | ----------------------- | ----------------- | --------- | --------------- |
| L. D. Alajuelense         | Luis Diego Arnáez    | Alajuela                | Morera Soto       | 17 895    | 1919 (88 años)  |
| Brujas F. C.              | Mauricio Wright      | Desamparados, San José  | "Cuty" Monge      | 5 500     | 2004 (4 años)   |
| A. D. Carmelita           | Mauricio Montero     | Santa Bárbara, Heredia  | Carlos Alvarado   | 2 000     | 1948 (59 años)  |
| C. S. Cartaginés          | Juan Luis Hernández  | Cartago                 | "Fello" Meza      | 13 500    | 1906 (101 años) |
| C. S. Herediano           | Paulo Wanchope       | Heredia                 | Rosabal Cordero   | 8 721     | 1921 (86 años)  |
| Liberia Mía               | Carlos Restrepo      | Liberia, Guanacaste     | Edgardo Baltodano | 5 797     | 1977 (30 años)  |
| Pérez Zeledón             | Alejandro Giuntini   | Pérez Zeledón, San José | Pérez Zeledón     | 6 100     | 1991 (16 años)  |
| Puntarenas F. C.          | Gilberto Pereira     | Puntarenas              | "Lito" Pérez      | 4 105     | 2004 (3 años)   |
| A. D. San Carlos          | Juan Carlos Arguedas | San Carlos, Alajuela    | Carlos Ugalde     | 5 600     | 1965 (43 años)  |
| Santos de Guápiles        | Marvin Solano        | Guápiles, Limón         | Ebal Rodríguez    | 4 500     | 1961 (46 años)  |
| Deportivo Saprissa        | Jeaustin Campos      | Tibás, San José         | Ricardo Saprissa  | 23 112    | 1935 (72 años)  |
| Universidad de Costa Rica | Johnny Chaves        | San José                | Estadio Nacional  | 25 000    | 1941 (66 años)  |

### Cambios de entrenadores
| Equipo             | Entrenador (jornadas)                                              |
| ------------------ | ------------------------------------------------------------------ |
| Puntarenas F. C.   | Alejandro Larrea (1) Enrique Vásquez (2-4) Gilberto Pereira (5-16) |
| C. S. Cartaginés   | Luis Manuel Blanco (1-7) Juan Luis Hernández (8-16)                |
| Santos de Guápiles | Ronald Mora (1-11) Marvin Solano (12-16)                           |
| C. S. Herediano    | Javier Delgado (1-12) Paulo Wanchope (13-Cuartos vuelta)           |

### Equipos por provincia
| Saprissa Herediano Carmelita Brujas Alajuelense San Carlos UCR Pérez Zeledón Cartaginés Puntarenas Santos Liberia |

| Provincia  | N.º | Equipos                                                           |
| ---------- | --- | ----------------------------------------------------------------- |
| San José   | 4   | Deportivo Saprissa Brujas Pérez Zeledón Universidad de Costa Rica |
| Alajuela   | 2   | Alajuelense San Carlos                                            |
| Heredia    | 2   | Herediano Carmelita                                               |
| Limón      | 1   | Santos de Guápiles                                                |
| Cartago    | 1   | Cartaginés                                                        |
| Guanacaste | 1   | Liberia                                                           |
| Puntarenas | 1   | Puntarenas                                                        |

## Fase de clasificación

### Tabla de posiciones

#### Grupo A
| Pos. | Equipo              | Pts. | PJ | PG | PE | PP | GF | GC | Dif. |
| ---- | ------------------- | ---- | -- | -- | -- | -- | -- | -- | ---- |
| 1.º  | Deportivo Saprissa  | 30   | 16 | 9  | 3  | 4  | 27 | 20 | 7    |
| 2.º  | C. S. Herediano     | 23   | 16 | 5  | 8  | 3  | 20 | 13 | 7    |
| 3.º  | Univ. de Costa Rica | 22   | 16 | 6  | 4  | 6  | 23 | 22 | 1    |
| 4.º  | Puntarenas F. C.    | 22   | 16 | 5  | 7  | 4  | 15 | 19 | −4   |
| 5.º  | A. D. San Carlos    | 19   | 16 | 5  | 4  | 7  | 16 | 17 | −1   |
| 6.º  | A. D. Carmelita     | 15   | 16 | 4  | 3  | 9  | 17 | 29 | −12  |

|  | Clasifica a las semifinales      |
|  | Clasifica a los cuartos de final |

#### Grupo B
| Pos. | Equipo             | Pts. | PJ | PG | PE | PP | GF | GC | Dif. |
| ---- | ------------------ | ---- | -- | -- | -- | -- | -- | -- | ---- |
| 1.º  | L. D. Alajuelense  | 30   | 16 | 8  | 6  | 2  | 22 | 13 | 9    |
| 2.º  | Brujas F. C.       | 22   | 16 | 6  | 4  | 6  | 23 | 23 | 0    |
| 3.º  | Pérez Zeledón      | 22   | 16 | 5  | 7  | 4  | 14 | 14 | 0    |
| 4.º  | Liberia Mía        | 21   | 16 | 5  | 6  | 5  | 22 | 20 | 2    |
| 5.º  | C. S. Cartaginés   | 17   | 16 | 4  | 5  | 7  | 14 | 19 | −5   |
| 6.º  | Santos de Guápiles | 14   | 16 | 3  | 5  | 8  | 16 | 20 | −4   |

|  | Clasifica a las semifinales      |
|  | Clasifica a los cuartos de final |

### Tabla acumulada de la temporada
| Pos. | Equipo              | Pts. | PJ | PG | PE | PP | GF | GC | Dif. |
| ---- | ------------------- | ---- | -- | -- | -- | -- | -- | -- | ---- |
| 1.º  | Deportivo Saprissa  | 59   | 32 | 18 | 5  | 9  | 49 | 36 | 13   |
| 2.º  | L. D. Alajuelense   | 58   | 32 | 15 | 13 | 4  | 45 | 27 | 18   |
| 3.º  | C. S. Herediano     | 51   | 32 | 12 | 15 | 5  | 43 | 25 | 18   |
| 4.º  | Brujas F. C.        | 46   | 32 | 12 | 10 | 10 | 49 | 17 | 32   |
| 5.º  | Puntarenas F. C.    | 44   | 32 | 10 | 14 | 8  | 34 | 39 | −5   |
| 6.º  | Pérez Zeledón       | 42   | 32 | 11 | 9  | 12 | 43 | 40 | 3    |
| 7.º  | A. D. San Carlos    | 40   | 32 | 11 | 7  | 14 | 37 | 40 | −3   |
| 8.º  | A. D. Carmelita     | 39   | 32 | 10 | 9  | 13 | 38 | 49 | −11  |
| 9.º  | Liberia Mía         | 38   | 32 | 9  | 11 | 12 | 42 | 44 | −2   |
| 10.º | Univ. de Costa Rica | 35   | 32 | 9  | 8  | 15 | 42 | 48 | −6   |
| 11.º | C. S. Cartaginés    | 33   | 32 | 8  | 9  | 15 | 30 | 49 | −19  |
| 12.º | Santos de Guápiles  | 31   | 32 | 7  | 10 | 15 | 34 | 44 | −10  |

|  | Clasificado para la fase de grupos de la Liga de Campeones de la Concacaf 2008-09 |
|  | Clasificado para la ronda previa de la Liga de Campeones de la Concacaf 2008-09   |
|  | Descendido a Segunda División                                                     |

### Resumen de resultados
| Local / Visita            | ADC   | SC    | BRU   | CSC   | CSH   | SAP   | LDA   | LIB   | MPZ   | PFC   | SAN   | UCR   |
| ------------------------- | ----- | ----- | ----- | ----- | ----- | ----- | ----- | ----- | ----- | ----- | ----- | ----- |
| A. D. Carmelita           |       | 2 - 1 |       | 1 - 0 | 0 - 2 | 2 - 0 |       | 3 - 3 | 0 - 1 | 1 - 1 |       | 1 - 2 |
| A. D. San Carlos          | 4 - 0 |       |       |       | 0 - 0 | 1 - 1 |       |       | 2 - 1 | 4 - 0 | 1 - 0 | 1 - 2 |
| A. D. San Carlos          | 4 - 0 | 1 - 1 |       |       |       | 1 - 1 |       |       | 2 - 1 | 4 - 0 | 1 - 0 | 1 - 2 |
| Brujas F. C.              | 2 - 1 | 2 - 0 |       | 3 - 1 |       |       | 1 - 1 | 2 - 1 | 1 - 1 | 1 - 2 | 2 - 1 |       |
| C. S. Cartaginés          |       | 1 - 0 | 1 - 1 |       |       | 1 - 3 | 1 - 2 | 1 - 0 | 2 - 0 | 0 - 0 | 1 - 1 |       |
| C. S. Herediano           | 4 - 0 |       | 1 - 1 | 1 - 2 |       | 0 - 2 | 0 - 0 | 2 - 1 |       | 0 - 0 |       | 4 - 2 |
| Deportivo Saprissa        | 4 - 3 | 0 - 0 | 3 - 1 |       | 1 - 1 |       |       |       | 0 - 1 | 4 - 2 | 2 - 1 | 1 - 3 |
| L. D. Alajuelense         | 2 - 0 | 2 - 0 | 3 - 1 | 2 - 0 |       | 0 - 1 |       | 1 - 1 | 1 - 0 |       | 1 - 1 |       |
| Liberia Mía               |       | 0 - 1 | 1 - 0 | 2 - 1 |       | 2 - 3 | 3 - 1 |       | 0 - 0 |       | 2 - 0 | 1 - 1 |
| Pérez Zeledón             |       |       | 3 - 2 | 1 - 0 | 0 - 0 |       | 1 - 1 | 2 - 2 |       |       | 1 - 0 | 1 - 1 |
| Pérez Zeledón             | 1 - 2 |       | 3 - 2 | 1 - 0 | 0 - 0 |       | 1 - 1 | 2 - 2 |       |       |       | 1 - 1 |
| Puntarenas F. C.          | 1 - 1 | 1 - 0 |       |       | 0 - 2 | 1 - 0 | 2 - 2 | 1 - 2 | 0 - 0 |       |       | 2 - 1 |
| Santos de Guápiles        | 2 - 0 |       | 1 - 3 | 1 - 1 | 2 - 2 |       | 0 - 1 | 1 - 1 |       | 0 - 1 |       | 3 - 0 |
| Universidad de Costa Rica | 0 - 2 | 4 - 0 | 2 - 0 | 1 - 1 | 1 - 0 | 1 - 2 | 1 - 2 |       |       | 1 - 1 |       |       |

|  | Victoria del equipo local     |
|  | Empate                        |
|  | Victoria del equipo visitante |

## Fase final
| Cuartos de final (11, 14 de mayo) | Cuartos de final (11, 14 de mayo) | Cuartos de final (11, 14 de mayo) |  |  | Semifinales (18 y 21 de mayo) | Semifinales (18 y 21 de mayo) | Semifinales (18 y 21 de mayo) |  |          | Final (25 y 1 de junio) | Final (25 y 1 de junio) | Final (25 y 1 de junio) |
|                                   |                                   |                                   |  |  |                               |                               |                               |  |          |                         |                         |                         |
|                                   |                                   |                                   |  |  | Alajuelense                   | 0                             | 5                             |  |          |                         |                         |                         |
| Herediano                         | 1                                 | 1                                 |  |  | Pérez Zeledón                 | 0                             | 3                             |  |          |                         |                         |                         |
| Pérez Zeledón                     | 1                                 | 2                                 |  |  |                               |                               |                               |  |          | Alajuelense             | 0                       | 1                       |
|                                   |                                   |                                   |  |  |                               |                               |                               |  | Saprissa | 1                       | 1                       |                         |
|                                   |                                   |                                   |  |  | Saprissa                      | 5                             | 1                             |  |          |                         |                         |                         |
| Brujas                            | 3                                 | 1                                 |  |  | Brujas                        | 0                             | 2                             |  |          |                         |                         |                         |
| UCR                               | 2                                 | 0                                 |  |  |                               |                               |                               |  |          |                         |                         |                         |

### Cuartos de final

#### Brujas - Universidad de Costa Rica
| 11 de mayo de 2008, 11:00 | Universidad de Costa Rica                                          | 2:3 (0:2) | Brujas F. C. | Estadio Nacional, San José    |                               |
|                           | - Reynaldo Parks 77' (pen.) - Ronio Martins 90+3' (Lucas Carrera ) | Reporte   | - Danny Fonseca 10' (Leandro Gobatto ) - Leandro Gobatto 36' (Danny Fonseca ) - Alejandro Sequeira 47' (Yosimar Arias ) | Árbitro(s): Alexandro Jiménez | Árbitro(s): Alexandro Jiménez |

| 14 de mayo de 2008, 11:00 | Brujas F. C.                               | 1:0 (0:0) | Universidad de Costa Rica | Estadio ST Center, Aserrí, San José |                            |
|                           | - Evance Benwell 71' (Alejandro Sequeira ) | Reporte   |                           | Árbitro(s): Wálter Quesada          | Árbitro(s): Wálter Quesada |

#### Herediano - Pérez Zeledón
| 11 de mayo de 2008, 16:00 | Pérez Zeledón                          | 1:1 (0:1) | C. S. Herediano                           | Estadio Municipal, Pérez Zeledón, San José |                          |
|                           | - Alexánder Madrigal 56' (Tirso Guío ) | Reporte   | - Kenneth Vargas 19' (Leonardo González ) | Árbitro(s): Vinicio Mena                   | Árbitro(s): Vinicio Mena |

| 14 de mayo de 2008, 20:00 | C. S. Herediano            | 1:2 (1:0) | Pérez Zeledón                                                            | Estadio Rosabal Cordero, Heredia |                             |
|                           | - Marvin Angulo 39' (t.l.) | Reporte   | - Freddy Fernández 57' (Luis Pérez ) - Marco Hernández 70' (Tirso Guío ) | Árbitro(s): Édgar Rodríguez      | Árbitro(s): Édgar Rodríguez |

### Semifinales

#### Saprissa - Brujas
| 18 de mayo de 2008, 11:00 | Brujas F. C. | 0:5 (0:5) | Deportivo Saprissa | Estadio ST Center, Aserrí, San José |                             |
|                           |              | Reporte   | - Alejandro Alpízar 43' (Rónald Gómez ) 68' (pen.) 76' (Éver Alfaro ) - Jairo Arrieta 83' (Keylor Navas ) - Michael Barrantes 89' | Árbitro(s): Mario Barrantes         | Árbitro(s): Mario Barrantes |

| 21 de mayo de 2008, 20:00 | Deportivo Saprissa                     | 1:2 (0:1) | Brujas F. C.                                                  | Estadio Ricardo Saprissa, Tibás, San José |                       |
|                           | - Rónald Gómez 90+1' (César Elizondo ) | Reporte   | - Osman López 1' (pen.) - Saúl Phillips 18' (Kraesher Mooke ) | Árbitro(s): Hugo Cruz                     | Árbitro(s): Hugo Cruz |

#### Alajuelense - Pérez Zeledón
| 18 de mayo de 2008, 16:00 | Pérez Zeledón | 0:0     | L. D. Alajuelense | Estadio Municipal, Pérez Zeledón, San José |                            |
|                           |               | Reporte |                   | Árbitro(s): Ricardo Cerdas                 | Árbitro(s): Ricardo Cerdas |

| 21 de mayo de 2008, 20:00 | L. D. Alajuelense                                                                                               | 5:3 (5:1) | Pérez Zeledón                                           | Estadio Morera Soto, Alajuela |                            |
|                           | - Winston Parks 1' (Núñez ) 11' (Wallace ) 19' (Quintanilla ) 27' (Castro ) - Harold Wallace 14' (Quintanilla ) | Reporte   | - Diego País 24' (Luis Pérez ) 64' - Keylor Quesada 54' | Árbitro(s): Randall Poveda    | Árbitro(s): Randall Poveda |

### Final

#### Alajuelense - Saprissa
| 25 de mayo de 2008, 17:00 | Deportivo Saprissa                        | 1:0 (0:0) | L. D. Alajuelense | Estadio Ricardo Saprissa, Tibás, San José |                             |
|                           | - Armando Alonso 87' (Alejandro Alpízar ) | Reporte   |                   | Árbitro(s): Mario Barrantes               | Árbitro(s): Mario Barrantes |

| 1 de junio de 2008, 11:00                                            | L. D. Alajuelense | 0:1 (0:0) | Deportivo Saprissa                     | Estadio Morera Soto, Alajuela |                            |
|                                                                      |                   | Reporte   | - Michael Barrantes 82' (Try Benneth ) | Árbitro(s): Wálter Quesada    | Árbitro(s): Wálter Quesada |
| El partido se iba a jugar el 29 de mayo, pero se pospuso por lluvia. |                   |           |                                        |                               |                            |

#### Final - ida
| -     | POR   | Keylor Navas      |     |
|       | DEF   | Víctor Cordero    |     |
|       | DEF   | Jervis Drummond   |     |
|       | DEF   | Gabriel Badilla   |     |
|       | DEF   | Try Benneth       | 60' |
|       | DEF   | Andrés Núñez      |     |
|       | MED   | Michael Barrantes | 83' |
|       | MED   | Celso Borges      |     |
|       | MED   | Armando Alonso    |     |
|       | DEL   | Rónald Gómez      |     |
|       | DEL   | Alejandro Alpízar | 89' |
| D. T. | D. T. | Jeaustin Campos   |     |

| -     | POR   | Wardy Alfaro       |       |
|       | DEF   | Christian Montero  |       |
|       | DEF   | Pablo Nassar       |       |
|       | DEF   | Harold Wallace     |       |
|       | DEF   | Carlos Castro      |       |
|       | DEF   | Roy Myrie          |       |
|       | MED   | Cristian Oviedo    |       |
|       | MED   | Pablo Herrera      |       |
|       | MED   | Eliseo Quintanilla | 67'   |
|       | DEL   | Winston Parks      | 90+2' |
|       | DEL   | Víctor Núñez       | 83'   |
| D. T. | D. T. | Luis Diego Arnáez  |       |

| - | Delantero      | Jairo Arrieta   | 60' |
|   | Delantero      | Éver Alfaro     | 83' |
|   | Centrocampista | José Luis López | 89' |

| - | Centrocampista | Kenny Cunningham | 67'   |
|   | Delantero      | Ignacio Aguilar  | 83'   |
|   | Defensa        | Pablo Salazar    | 90+2' |

| 87' | Armando Alonso | 1:0 |

| Principal  | Mario Arturo Barrantes |
| Asistentes | Édgar Otárola          |
|            | Marvin Ramírez         |

| -     | POR   | Keylor Navas      |     |
|       | DEF   | Víctor Cordero    |     |
|       | DEF   | Jervis Drummond   |     |
|       | DEF   | Gabriel Badilla   |     |
|       | DEF   | Try Benneth       | 60' |
|       | DEF   | Andrés Núñez      |     |
|       | MED   | Michael Barrantes | 83' |
|       | MED   | Celso Borges      |     |
|       | MED   | Armando Alonso    |     |
|       | DEL   | Rónald Gómez      |     |
|       | DEL   | Alejandro Alpízar | 89' |
| D. T. | D. T. | Jeaustin Campos   |     |

| -     | POR   | Wardy Alfaro       |       |
|       | DEF   | Christian Montero  |       |
|       | DEF   | Pablo Nassar       |       |
|       | DEF   | Harold Wallace     |       |
|       | DEF   | Carlos Castro      |       |
|       | DEF   | Roy Myrie          |       |
|       | MED   | Cristian Oviedo    |       |
|       | MED   | Pablo Herrera      |       |
|       | MED   | Eliseo Quintanilla | 67'   |
|       | DEL   | Winston Parks      | 90+2' |
|       | DEL   | Víctor Núñez       | 83'   |
| D. T. | D. T. | Luis Diego Arnáez  |       |

| - | Delantero      | Jairo Arrieta   | 60' |
|   | Delantero      | Éver Alfaro     | 83' |
|   | Centrocampista | José Luis López | 89' |

| - | Centrocampista | Kenny Cunningham | 67'   |
|   | Delantero      | Ignacio Aguilar  | 83'   |
|   | Defensa        | Pablo Salazar    | 90+2' |

| 87' | Armando Alonso | 1:0 |

| Principal  | Mario Arturo Barrantes |
| Asistentes | Édgar Otárola          |
|            | Marvin Ramírez         |

| -     | POR   | Keylor Navas      |     |
|       | DEF   | Víctor Cordero    |     |
|       | DEF   | Jervis Drummond   |     |
|       | DEF   | Gabriel Badilla   |     |
|       | DEF   | Try Benneth       | 60' |
|       | DEF   | Andrés Núñez      |     |
|       | MED   | Michael Barrantes | 83' |
|       | MED   | Celso Borges      |     |
|       | MED   | Armando Alonso    |     |
|       | DEL   | Rónald Gómez      |     |
|       | DEL   | Alejandro Alpízar | 89' |
| D. T. | D. T. | Jeaustin Campos   |     |

| -     | POR   | Wardy Alfaro       |       |
|       | DEF   | Christian Montero  |       |
|       | DEF   | Pablo Nassar       |       |
|       | DEF   | Harold Wallace     |       |
|       | DEF   | Carlos Castro      |       |
|       | DEF   | Roy Myrie          |       |
|       | MED   | Cristian Oviedo    |       |
|       | MED   | Pablo Herrera      |       |
|       | MED   | Eliseo Quintanilla | 67'   |
|       | DEL   | Winston Parks      | 90+2' |
|       | DEL   | Víctor Núñez       | 83'   |
| D. T. | D. T. | Luis Diego Arnáez  |       |

| - | Delantero      | Jairo Arrieta   | 60' |
|   | Delantero      | Éver Alfaro     | 83' |
|   | Centrocampista | José Luis López | 89' |

| - | Centrocampista | Kenny Cunningham | 67'   |
|   | Delantero      | Ignacio Aguilar  | 83'   |
|   | Defensa        | Pablo Salazar    | 90+2' |

| 87' | Armando Alonso | 1:0 |

| Principal  | Mario Arturo Barrantes |
| Asistentes | Édgar Otárola          |
|            | Marvin Ramírez         |

| -     | POR   | Keylor Navas      |     |
|       | DEF   | Víctor Cordero    |     |
|       | DEF   | Jervis Drummond   |     |
|       | DEF   | Gabriel Badilla   |     |
|       | DEF   | Try Benneth       | 60' |
|       | DEF   | Andrés Núñez      |     |
|       | MED   | Michael Barrantes | 83' |
|       | MED   | Celso Borges      |     |
|       | MED   | Armando Alonso    |     |
|       | DEL   | Rónald Gómez      |     |
|       | DEL   | Alejandro Alpízar | 89' |
| D. T. | D. T. | Jeaustin Campos   |     |

| -     | POR   | Wardy Alfaro       |       |
|       | DEF   | Christian Montero  |       |
|       | DEF   | Pablo Nassar       |       |
|       | DEF   | Harold Wallace     |       |
|       | DEF   | Carlos Castro      |       |
|       | DEF   | Roy Myrie          |       |
|       | MED   | Cristian Oviedo    |       |
|       | MED   | Pablo Herrera      |       |
|       | MED   | Eliseo Quintanilla | 67'   |
|       | DEL   | Winston Parks      | 90+2' |
|       | DEL   | Víctor Núñez       | 83'   |
| D. T. | D. T. | Luis Diego Arnáez  |       |

| - | Delantero      | Jairo Arrieta   | 60' |
|   | Delantero      | Éver Alfaro     | 83' |
|   | Centrocampista | José Luis López | 89' |

| - | Centrocampista | Kenny Cunningham | 67'   |
|   | Delantero      | Ignacio Aguilar  | 83'   |
|   | Defensa        | Pablo Salazar    | 90+2' |

| 87' | Armando Alonso | 1:0 |

| Principal  | Mario Arturo Barrantes |
| Asistentes | Édgar Otárola          |
|            | Marvin Ramírez         |

#### Final - vuelta
| -     | POR   | Wardy Alfaro       |     |
|       | DEF   | Christian Montero  |     |
|       | DEF   | Harold Wallace     | 68' |
|       | DEF   | Pablo Nassar       |     |
|       | DEF   | Pablo Herrera      |     |
|       | DEF   | Carlos Castro      |     |
|       | MED   | Cristian Oviedo    |     |
|       | MED   | Pablo Gabas        |     |
|       | MED   | Eliseo Quintanilla | 57' |
|       | DEL   | Winston Parks      |     |
|       | DEL   | Víctor Núñez       | 46' |
| D. T. | D. T. | Luis Diego Arnáez  |     |

| -     | POR   | Keylor Navas      |     |
|       | DEF   | Víctor Cordero    |     |
|       | DEF   | Jervis Drummond   |     |
|       | DEF   | Gabriel Badilla   |     |
|       | DEF   | Try Benneth       |     |
|       | DEF   | Andrés Núñez      |     |
|       | MED   | José Luis López   |     |
|       | MED   | Celso Borges      |     |
|       | MED   | Armando Alonso    | 77' |
|       | DEL   | Alejandro Alpízar | 72' |
|       | DEL   | Rónald Gómez      | 85' |
| D. T. | D. T. | Jeaustin Campos   |     |

| - | Centrocampista | Kenny Cunningham | 46' |
|   | Delantero      | Ignacio Aguilar  | 57' |
|   | Defensa        | Roy Myrie        | 68' |

| - | Centrocampista | Michael Barrantes | 72' |
|   | Delantero      | Jairo Arrieta     | 77' |
|   | Defensa        | Kendall Waston    | 85' |

| 82' | Michael Barrantes | 0:1 |

| Principal  | Wálter Quesada     |
| Asistentes | Leonel Leal        |
|            | Alejandro Azofeifa |

| -     | POR   | Wardy Alfaro       |     |
|       | DEF   | Christian Montero  |     |
|       | DEF   | Harold Wallace     | 68' |
|       | DEF   | Pablo Nassar       |     |
|       | DEF   | Pablo Herrera      |     |
|       | DEF   | Carlos Castro      |     |
|       | MED   | Cristian Oviedo    |     |
|       | MED   | Pablo Gabas        |     |
|       | MED   | Eliseo Quintanilla | 57' |
|       | DEL   | Winston Parks      |     |
|       | DEL   | Víctor Núñez       | 46' |
| D. T. | D. T. | Luis Diego Arnáez  |     |

| -     | POR   | Keylor Navas      |     |
|       | DEF   | Víctor Cordero    |     |
|       | DEF   | Jervis Drummond   |     |
|       | DEF   | Gabriel Badilla   |     |
|       | DEF   | Try Benneth       |     |
|       | DEF   | Andrés Núñez      |     |
|       | MED   | José Luis López   |     |
|       | MED   | Celso Borges      |     |
|       | MED   | Armando Alonso    | 77' |
|       | DEL   | Alejandro Alpízar | 72' |
|       | DEL   | Rónald Gómez      | 85' |
| D. T. | D. T. | Jeaustin Campos   |     |

| - | Centrocampista | Kenny Cunningham | 46' |
|   | Delantero      | Ignacio Aguilar  | 57' |
|   | Defensa        | Roy Myrie        | 68' |

| - | Centrocampista | Michael Barrantes | 72' |
|   | Delantero      | Jairo Arrieta     | 77' |
|   | Defensa        | Kendall Waston    | 85' |

| 82' | Michael Barrantes | 0:1 |

| Principal  | Wálter Quesada     |
| Asistentes | Leonel Leal        |
|            | Alejandro Azofeifa |

| -     | POR   | Wardy Alfaro       |     |
|       | DEF   | Christian Montero  |     |
|       | DEF   | Harold Wallace     | 68' |
|       | DEF   | Pablo Nassar       |     |
|       | DEF   | Pablo Herrera      |     |
|       | DEF   | Carlos Castro      |     |
|       | MED   | Cristian Oviedo    |     |
|       | MED   | Pablo Gabas        |     |
|       | MED   | Eliseo Quintanilla | 57' |
|       | DEL   | Winston Parks      |     |
|       | DEL   | Víctor Núñez       | 46' |
| D. T. | D. T. | Luis Diego Arnáez  |     |

| -     | POR   | Keylor Navas      |     |
|       | DEF   | Víctor Cordero    |     |
|       | DEF   | Jervis Drummond   |     |
|       | DEF   | Gabriel Badilla   |     |
|       | DEF   | Try Benneth       |     |
|       | DEF   | Andrés Núñez      |     |
|       | MED   | José Luis López   |     |
|       | MED   | Celso Borges      |     |
|       | MED   | Armando Alonso    | 77' |
|       | DEL   | Alejandro Alpízar | 72' |
|       | DEL   | Rónald Gómez      | 85' |
| D. T. | D. T. | Jeaustin Campos   |     |

| - | Centrocampista | Kenny Cunningham | 46' |
|   | Delantero      | Ignacio Aguilar  | 57' |
|   | Defensa        | Roy Myrie        | 68' |

| - | Centrocampista | Michael Barrantes | 72' |
|   | Delantero      | Jairo Arrieta     | 77' |
|   | Defensa        | Kendall Waston    | 85' |

| 82' | Michael Barrantes | 0:1 |

| Principal  | Wálter Quesada     |
| Asistentes | Leonel Leal        |
|            | Alejandro Azofeifa |

| -     | POR   | Wardy Alfaro       |     |
|       | DEF   | Christian Montero  |     |
|       | DEF   | Harold Wallace     | 68' |
|       | DEF   | Pablo Nassar       |     |
|       | DEF   | Pablo Herrera      |     |
|       | DEF   | Carlos Castro      |     |
|       | MED   | Cristian Oviedo    |     |
|       | MED   | Pablo Gabas        |     |
|       | MED   | Eliseo Quintanilla | 57' |
|       | DEL   | Winston Parks      |     |
|       | DEL   | Víctor Núñez       | 46' |
| D. T. | D. T. | Luis Diego Arnáez  |     |

| -     | POR   | Keylor Navas      |     |
|       | DEF   | Víctor Cordero    |     |
|       | DEF   | Jervis Drummond   |     |
|       | DEF   | Gabriel Badilla   |     |
|       | DEF   | Try Benneth       |     |
|       | DEF   | Andrés Núñez      |     |
|       | MED   | José Luis López   |     |
|       | MED   | Celso Borges      |     |
|       | MED   | Armando Alonso    | 77' |
|       | DEL   | Alejandro Alpízar | 72' |
|       | DEL   | Rónald Gómez      | 85' |
| D. T. | D. T. | Jeaustin Campos   |     |

| - | Centrocampista | Kenny Cunningham | 46' |
|   | Delantero      | Ignacio Aguilar  | 57' |
|   | Defensa        | Roy Myrie        | 68' |

| - | Centrocampista | Michael Barrantes | 72' |
|   | Delantero      | Jairo Arrieta     | 77' |
|   | Defensa        | Kendall Waston    | 85' |

| 82' | Michael Barrantes | 0:1 |

| Principal  | Wálter Quesada     |
| Asistentes | Leonel Leal        |
|            | Alejandro Azofeifa |

|                            |
| Campeón Deportivo Saprissa |
| 27.º título                |

## Estadísticas

### Tabla de goleadores
Lista con los máximos goleadores del torneo.
| Pos. | Jugador           | Equipo             | Goles | P.J. | Prom. |
| ---- | ----------------- | ------------------ | ----- | ---- | ----- |
| 1.º  | Alejandro Alpízar | Deportivo Saprissa | 13    | 16   | 0.81  |
| 2.º  | Armando Alonso    | Deportivo Saprissa | 7     | 16   | 0.44  |
| 2.º  | Winston Parks     | L. D. Alajuelense  | 7     | 18   | 0.39  |
| 2.º  | William Sunsing   | Liberia Mía        | 7     | 14   | 0.50  |

### Autogoles
| Jornada | Jugador       | Autogol | Equipo al que pertenece | Equipo al que favoreció |
| ------- | ------------- | ------- | ----------------------- | ----------------------- |
| 3       | Géiner Segura | 18'     | Brujas F. C.            | Puntarenas F. C.        |
| 3       | Darío Delgado | 90+2'   | Puntarenas F. C.        | Brujas F. C.            |
| 7       | Félix García  | 18'     | Liberia Mía             | A. D. Carmelita         |